# Cartaletis landbecki
Cartaletis landbecki là một loài bướm đêm trong họ Geometridae.